# Ptychoptera pendula
Ptychoptera pendula är en tvåvingeart som beskrevs av Alexander 1937. Ptychoptera pendula ingår i släktet Ptychoptera och familjen glansmyggor. Inga underarter finns listade i Catalogue of Life.